# 西依成斎
西依 成斎（にしより せいさい、1702年9月3日（元禄15年閏8月12日） - 1797年7月27日（寛政9年閏7月4日））は、江戸時代中期の山崎闇斎派の儒学者。名は周行、通称は儀兵衛。

## 人物
肥後玉名の人。京に出て若林強斎に学び、その家塾である望楠軒を継承維持した。また、若狹小浜藩からも賓師として迎えられた。養子は西依墨山、門人に鈴木尋思斎・奥野寧斎・川島栗斎・山口菅山・古賀精里等がいる。著作に「論語講義」「中庸師説」などがある。